# Nigel Hall (musicus)
Nigel Hall (Washington D.C., 15 september 1981) is een Amerikaanse soul-, r&b- en funkmuzikant (zang, toetsen), producent en songwriter. Hij is een huidig lid van Lettuce en leidt ook zijn soloproject The Nigel Hall Band.

## Biografie
Hall is geboren en getogen in Washington D.C. en woonachtig in New Orleans. Als toetsenist/zanger van Lettuce is Nigel Hall een ervaren muzikant, die doordrenkt is van de evangelietraditie, maar ook van klassieke soul, funk, hiphop en r&b. Hall werd rond 2007 ontdekt door mede-oprichter Ryan Zoidis van Lettuce, die hem uitnodigde naar Brooklyn om Eric Krasno te ontmoeten en op te nemen met de jazzband Soulive. Nigel was een grote fan van Soulive en dit was een belangrijk moment voor zijn jonge carrière. Op datzelfde moment maakte Hall contact met Lettuce-drummer Adam Deitch en The Roots-drummer/oprichter Ahmir 'Questlove' Thompson en verscheen al snel op het podium met aan Soulive, Lettuce en Royal Family gelieerde projecten. Nigel Hall werd voor het eerst genomineerd voor een Grammy Award voor zijn werk op Ledesi's lp Turn Me Loose uit 2009. In 2011 vertrok Hall naar New Orleans om zich te storten in het muzikale erfgoed van de Crescent City. Daar werd Hall ingehuurd door Jon Cleary voor zijn band en verscheen hij op de Grammy-winnende lp Go-Go Juice van de pianist. Hall toerde met Robert Randolph & The Family Band, John Scofield en kort met de Tedeschi-Trucks Band, voordat hij werd gekozen als toetsenist/zanger voor de Warren Haynes Band.
Hall verschijnt op het studioalbum Man in Motion van de Warren Haynes Band en de live-lp Live at the Moody Theatre, uitgebracht bij Stax Records. Hall verschijnt ook op het voor een Grammy genomineerde Family Dinner Vol.1 van Snarky Puppy, evenals op het Grammy-genomineerde album van Cha Wa uit New Orleans. Hall verscheen ook op het podium met Marcus King, Pretty Lights, Dave Matthews Band en anderen. In 2012 was Hall mede-oprichter van The Nth Power, een funk/soul/r&b-band met voormalig Beyonce-drummer Nikki Glaspie. In 2015 vertrok Hall uit The Nth Power en bracht al snel het veelgeprezen debuut Ladies & Gentleman ... A Bonnaroo uit. Tijdens een optreden van Bonnaroo in 2013 deelde Hall het podium met mensen als Chaka Khan, Willie Weeks, James Gadsden, Derek Trucks, Susan Tedeschi, Solange, leden van de Wu-Tang Clan, Anthony Hamilton, SchoolBoy Q, DJ Jazzy Jeff, Chance the Rapper en Thundercat. Als soloartiest werd Hall genomineerd voor de New Orleans Offbeat Awards, won hij de New Orleans Big Easy Award en was hij vijf opeenvolgende jaren soloartiest op het New Orleans Jazz & Heritage Festival. Hall trad in juli 2019 voor het eerst op op het Essence Music Festival in New Orleans. Nigel Hall kwam in 2015 bij Lettuce als fulltime toetsenist en vocalist. Hall staat op Lettuce's vijfde volledige lp ELEVATE, die in juni 2019 zou uitkomen.

## Nigel Hall Band
Het debuutalbum van de Nigel Hall Band, Ladies & Gentlemen… Nigel Hall, werd in november 2015 uitgebracht bij Feel Music/Round Hill Records. Een commercieel en kritische succesfactor, Ladies & Gentlemen… liet Hall voor het eerst uitgebreid toeren als solo-act. Derwin "Big D" Perkins (gitaar), Eric Vogel (bas) en Jamison Ross (drums) zijn vaste leden van de Nigel Hall Band.

## Discografie
- 2015: Ladies & Gentlemen... Nigel Hall (Feel Music)

- MusicBrainz: 68175fb2-dca1-4875-ac48-f7c4c152ab9e
- Virtual International Authority File: 3247155286672187180005